# 하카 (미얀마)

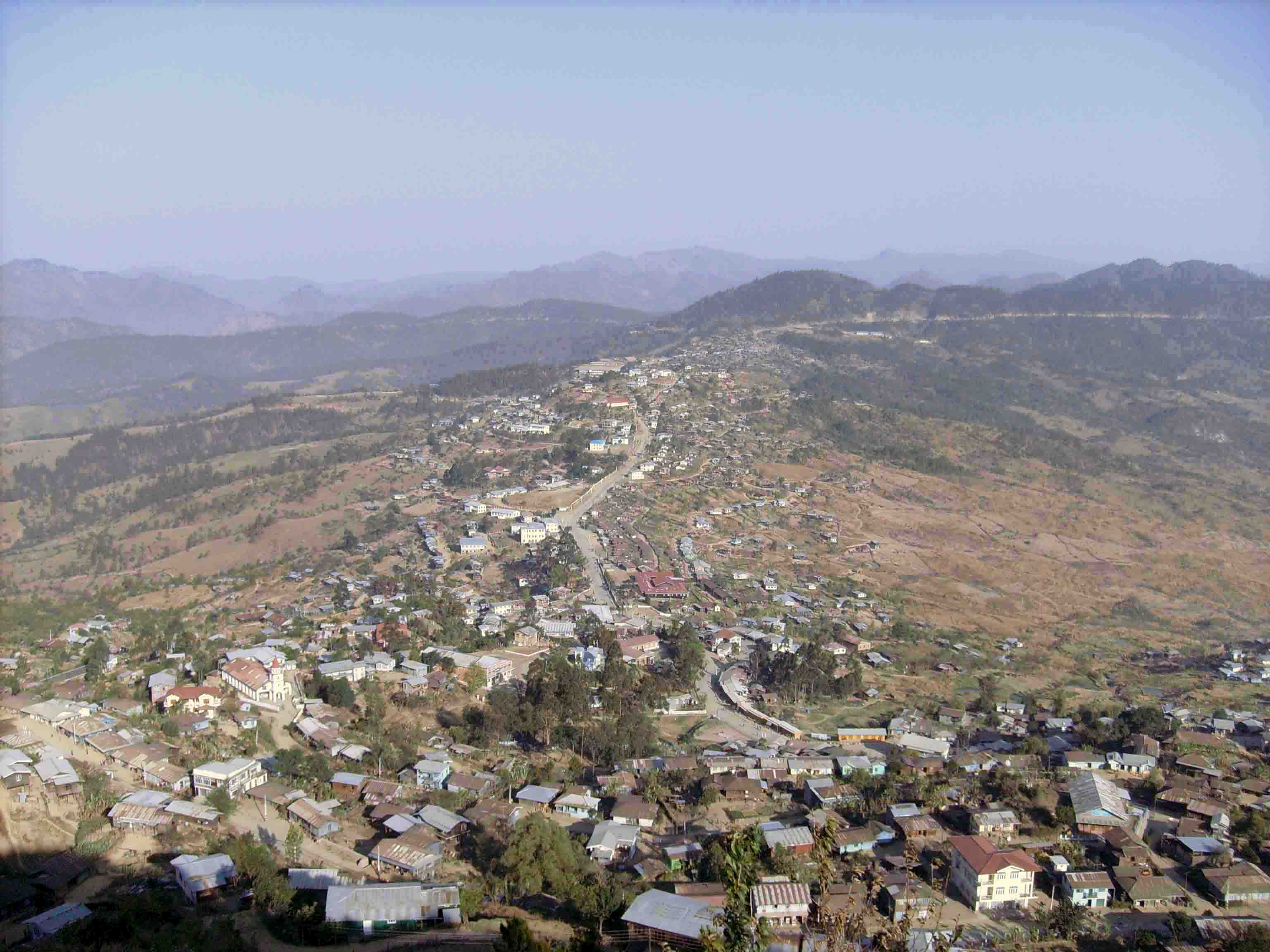
하카

하카(버마어: ဟားခါးမြို့, Hakha)는 미얀마의 친 주의 수도이다. 도시는 친 주의 북동쪽에 위치한다. 면적은 32.4km2이고 인구는 2005년 기준으로 2만 명이다. 하카는 해발 1800m가 넘는 고원에 세워졌다. 비록 면적은 상대적으로 작지만 친 주에서 가장 큰 도시이고 고원은 팔람보다 상당히 크다. 팔람은 예전에 친 주의 수도였다. 친 주는 꽤 언덕이 많고 하카는 U자 모양의 큰 산의 비탈에 세워졌다. 전체 도시는 도시의 중간을 달리는 도로를 따라 세워졌다.

## 역사
하카는 1400년에 라이족에 의해 세워졌다. 이 지역은 지방의 우두머리가 대대로 지배하였고 600가구로 이루어져 있었다.
영국은 1890년 1월 19일에 하카를 점령하였고 아라칸 구의 일부로 귀속시켰다. 이후 영국 정부는 지역 사무소를 개설하였고 하카는 몇 년 후에 도시가 되었다.
1899년 3월 15일에 미국에서 처음 선교사가 도착하였다. 이후 다른 선교사들도 참여해 친 구릉과 친 주의 북부 대부분에 걸쳐 광대한 선교를 행해 한 세기 만에 크리스트교로 개종시켰다. 선교 작업은 친족의 교육, 개발, 사회와 경제 개혁, 건강 개선을 가져왔다.
2차 대전 중에 1943년 11월 11일에 하카는 일본군에 점령되었다. 1948년에 미얀마가 영국으로부터 독립한 후에 하카는 팔람을 수도로 하는 친 특별구의 주요 도시의 하나가 되었다. 1974년에 친 특별구가 폐지되고 친 주가 설치되었고 하카가 친 주의 수도가 되었다. 공무원의 유입과 주택 개발로 도시는 확장되었다. 하카는 마침내 인구 2만 명에 이르는 친 주에서 가장 큰 도시가 되었다.

## 지리
도시는 해발 고도는 1,870m이고 친 주에서 가장 유명하고 아름다운 산의 하나인 해발 2,299m의 룽 산의 기슭에 놓여있다.
1월은 연중 가장 기온이 낮으며 평균 기온은 섭씨 27도이다. 4월은 연중 가장 더우며 평균 기온은 섭씨 36도이다. 연 강수량은 2190mm이다. 겨울은 꽤 추워 기온이 영하 2도까지 내려가기도 하고 바람도 많이 분다. 도시는 아침과 저녁으로 안개가 많이 낀다.

### 기후
| Hakha (1989–2010)의 기후                 | Hakha (1989–2010)의 기후 | Hakha (1989–2010)의 기후 | Hakha (1989–2010)의 기후 | Hakha (1989–2010)의 기후 | Hakha (1989–2010)의 기후 | Hakha (1989–2010)의 기후 | Hakha (1989–2010)의 기후 | Hakha (1989–2010)의 기후 | Hakha (1989–2010)의 기후 | Hakha (1989–2010)의 기후 | Hakha (1989–2010)의 기후 | Hakha (1989–2010)의 기후 | Hakha (1989–2010)의 기후 |
| 월                                       | 1월                      | 2월                      | 3월                      | 4월                      | 5월                      | 6월                      | 7월                      | 8월                      | 9월                      | 10월                     | 11월                     | 12월                     | 연간                     |
| ---------------------------------------- | ------------------------ | ------------------------ | ------------------------ | ------------------------ | ------------------------ | ------------------------ | ------------------------ | ------------------------ | ------------------------ | ------------------------ | ------------------------ | ------------------------ | ------------------------ |
| 역대 최고 기온 °C (°F)                   | 24.9 (76.8)              | 26.4 (79.5)              | 29.5 (85.1)              | 32.5 (90.5)              | 30.0 (86.0)              | 30.0 (86.0)              | 30.0 (86.0)              | 28.0 (82.4)              | 26.6 (79.9)              | 27.0 (80.6)              | 26.2 (79.2)              | 24.7 (76.5)              | 32.5 (90.5)              |
| 일평균 최고 기온 °C (°F)                 | 18.7 (65.7)              | 20.3 (68.5)              | 22.9 (73.2)              | 25.1 (77.2)              | 24.0 (75.2)              | 23.0 (73.4)              | 22.3 (72.1)              | 21.9 (71.4)              | 21.9 (71.4)              | 21.5 (70.7)              | 19.6 (67.3)              | 18.1 (64.6)              | 21.6 (70.9)              |
| 일평균 최저 기온 °C (°F)                 | 2.2 (36.0)               | 4.7 (40.5)               | 8.2 (46.8)               | 11.1 (52.0)              | 13.7 (56.7)              | 15.7 (60.3)              | 16.1 (61.0)              | 15.8 (60.4)              | 15.0 (59.0)              | 12.6 (54.7)              | 7.1 (44.8)               | 2.3 (36.1)               | 10.4 (50.7)              |
| 역대 최저 기온 °C (°F)                   | −4.3 (24.3)              | −5.0 (23.0)              | −1.0 (30.2)              | 4.6 (40.3)               | 8.9 (48.0)               | 10.2 (50.4)              | 11.5 (52.7)              | 11.0 (51.8)              | 10.0 (50.0)              | 3.5 (38.3)               | −3.8 (25.2)              | −4.8 (23.4)              | −5.0 (23.0)              |
| 평균 강우량 mm (인치)                    | 10.0 (0.39)              | 13.1 (0.52)              | 33.7 (1.33)              | 70.2 (2.76)              | 190.8 (7.51)             | 243.4 (9.58)             | 320.8 (12.63)            | 342.3 (13.48)            | 328.8 (12.94)            | 209.1 (8.23)             | 47.1 (1.85)              | 15.2 (0.60)              | 1,824.5 (71.83)          |
| 출처: Norwegian Meteorological Institute |                          |                          |                          |                          |                          |                          |                          |                          |                          |                          |                          |                          |                          |